# Saltaire
Saltaire is een Engels modeldorp opgericht in de Victoriaanse tijd in de gemeente Bradford (West Yorkshire), gelegen aan de rivier de Aire en het kanaal van Leeds naar Liverpool. In 2001 werd het dorp tot een UNESCO monument verklaard.

## Geschiedenis
Saltaire werd opgericht door Sir Titus Salt, een 'verlicht' industrieel, in het jaar 1853. De naam van het plaatsje is een combinatie van de naam van de oprichter en de naam van de rivier waaraan het gelegen is.
Salt verplaatste zijn spinnerij uit de binnenstad van Leeds naar de rivier de Aire omdat deze plek gunstig gelegen was, nabij een weg en een kanaal. De afstand was te groot om zijn arbeiders dagelijks op en neer te laten lopen, en daarom liet hij Saltaire bouwen. De modelstad werd voorzien van een school, een bibliotheek, een badhuis en meerdere kerken.
Salt is overleden in 1876 en is begraven in een mausoleum naast de plaatselijke kerk.
De spinnerij die Salt bouwde werd het "Industrieel Paleis" genoemd en was, halverwege de 19e eeuw, de grootste fabriek van Europa; het fabrieksterrein had een oppervlakte van ruim 3,5 hectare. Ook liet Salt een kerk, een ziekenhuis, een school en een instituut voor "conversatie, verfrissing en opvoeding" bouwen. Dit instituut bevatte onder andere een laboratorium, een biljartkamer, een sportzaal, een bibliotheek met leeskamer en een grote zaal voor lezingen en concerten. Dit om de inwoners en werknemers van de fabriek van Saltaire te behoeden voor de gevolgen van drankmisbruik. De werknemers van de fabriek woonden in ca. 850 huisjes, die in rechte geplaveide straten, in een strak geometrisch patroon zijn gebouwd. De straten zijn voornamelijk vernoemd naar de echtgenote en de elf kinderen van Titus Salt.
In 1893 stortte de textielhandel onverwacht volledig in en raakte de familie Salt het bezit en beheer van de spinnerij en het dorp kwijt.

## Galerij

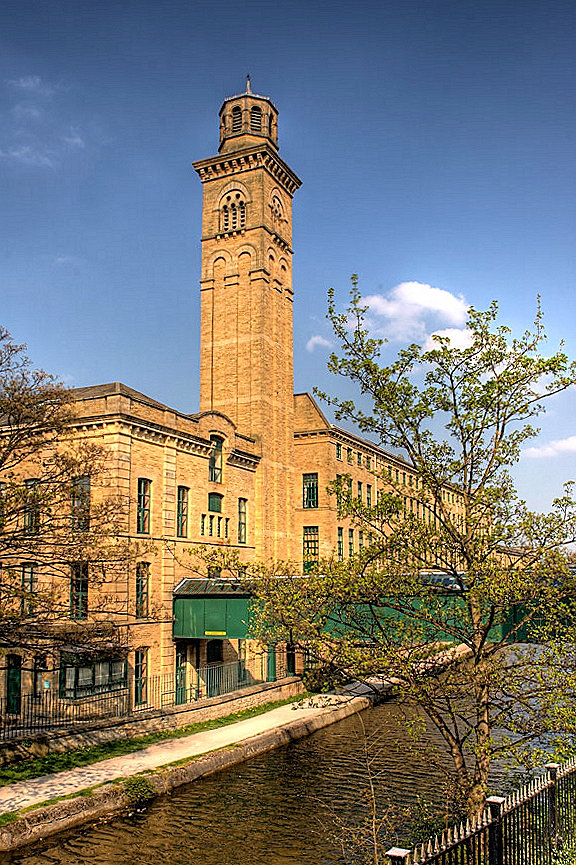
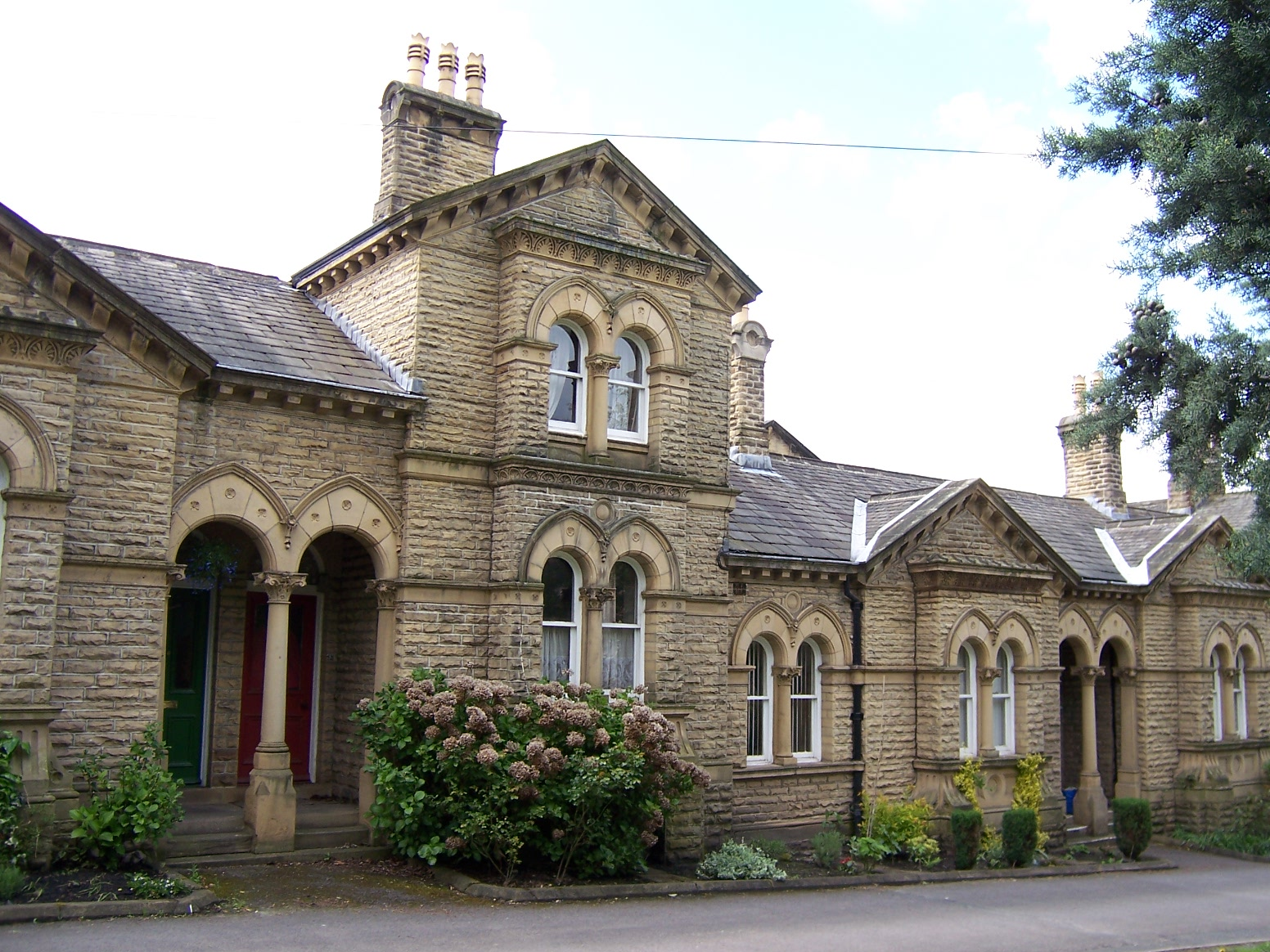
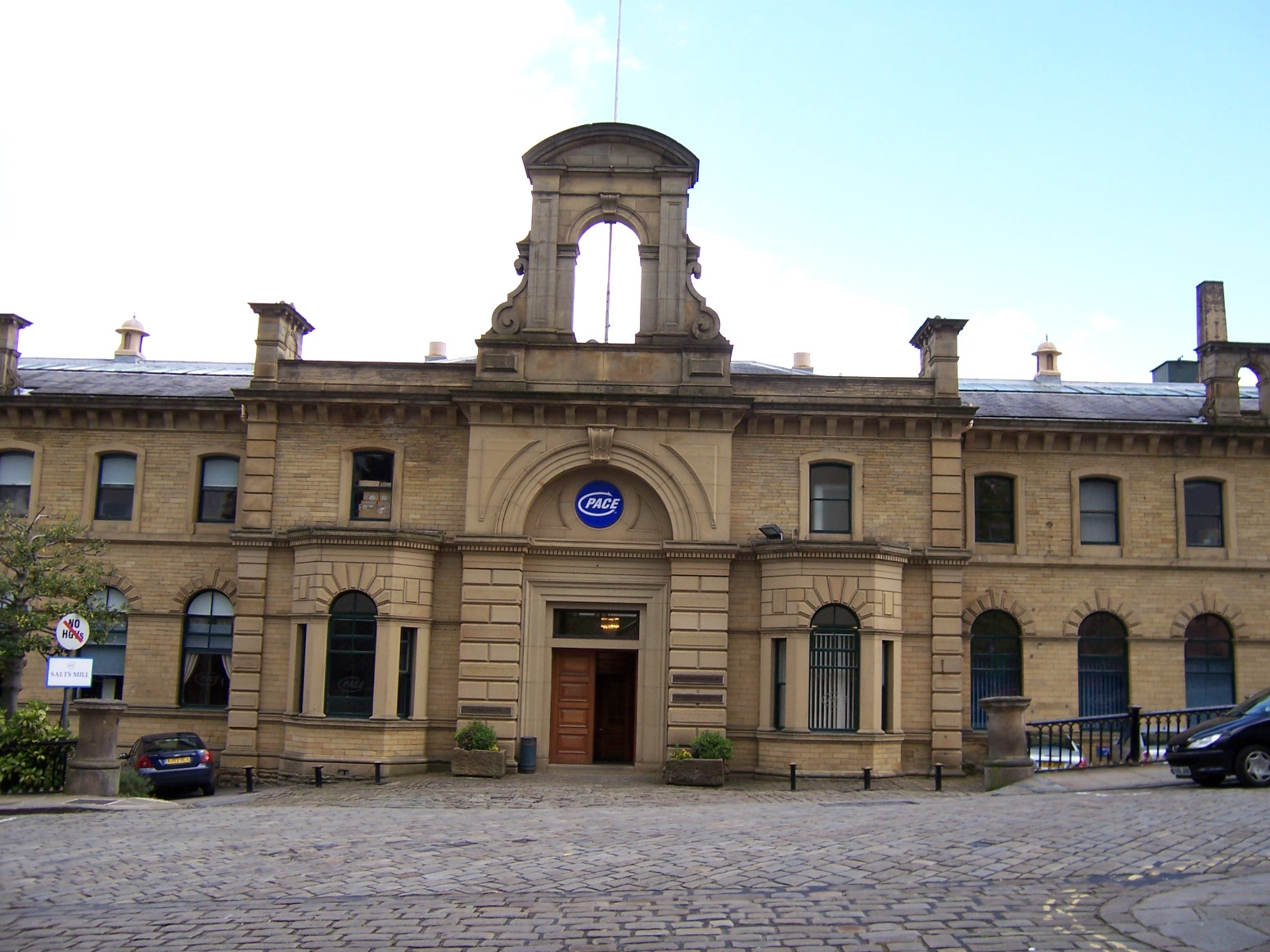
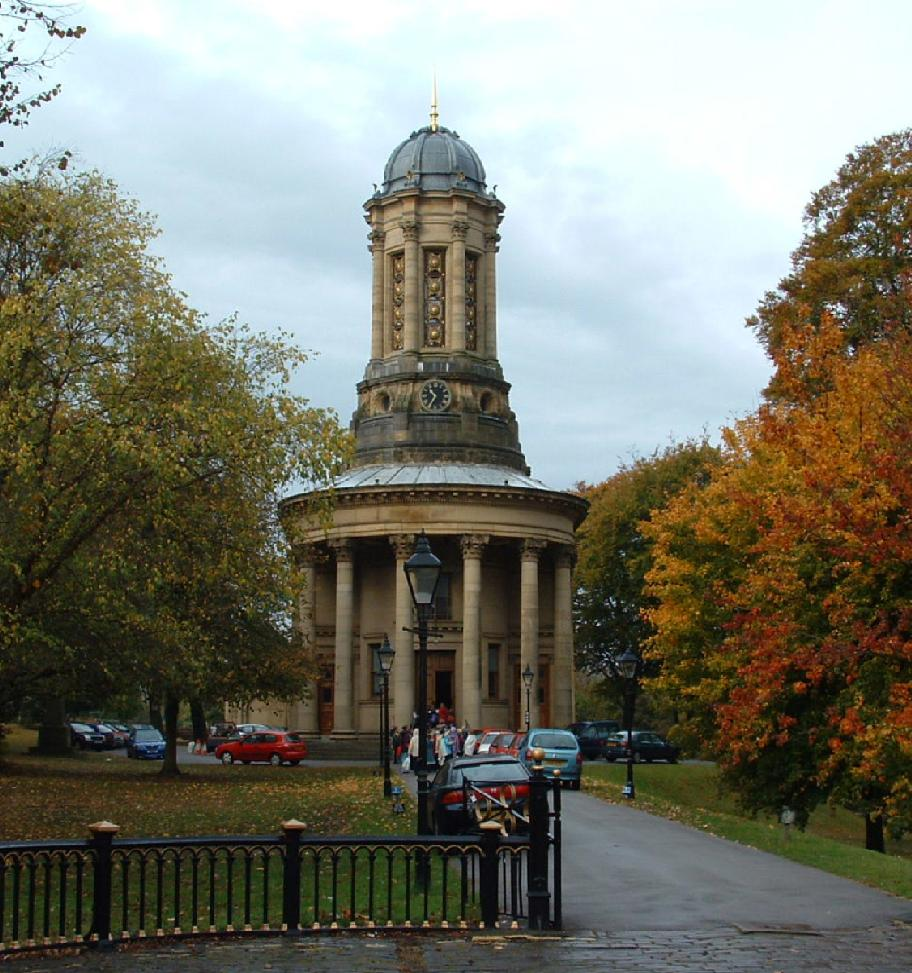